# 프로젝트 실드
프로젝트 실드(영어: Project Shield)는 구글의 자체적인 DDoS 공격 완화 기술을 이용하여 온라인상의 무료 인프라를 보호하기 위해 Google 아이디어에서 출시한 서비스이다.
설명에 따르면 타 웹사이트에서 호스팅 위치를 옮기지 않고도 구글의 인프라를 통해 콘텐츠를 제공할 수 있다. 현재 구글에서는 뉴스, 인권 또는 선거 관련 콘탠츠를 제공하는 웹사이트를 대상으로 무료로 신청을 받고 있다.

## 같이 보기
- 프로젝트 실드  - 공식 웹사이트
- 구글
- DDoS